# Leonardo Čuturić
Leonardo Čuturić (Otigošće, Fojnica, 5. listopada 1881. – Fojnica, 3. siječnja 1947.), hrvatski pisac, kroničar, zavičajni pisac, profesor povijesti i zemljopisa, autor molitvenika Biserje sv. Ante, pokretač i urednik Glasnika sv. Ante
Osnovnu školu pohađao u Fojnici, nižu gimnaziju u Gučoj Gori, teologiju studirao u Kraljevoj Sutjesci i Livnu. 

## Djela
- "Sveti Ljudevit Anžuvinski" (1909.),
- "Franjevci među hrvatskim pukom kroz sedam stoljeća" (1926.),
- "Marijan i Emina" (pripovijest, 1937.).